# Điền Trung, Chương Hóa

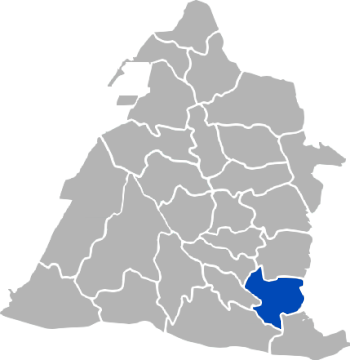
Vị trí tại Chương Hóa

Điền Trung (tiếng Trung: 田中鎮; bính âm: Tiánzhōng Zhèn) là một trấn của huyện Chương Hóa, tỉnh Đài Loan, Trung Hoa Dân Quốc (Đài Loan). Trước đây tên của trấn là "Điền Trung ương" và được người Nhật đổi tên thành Điền Trung (Tanaka) như ngày nay. Điền Trung có địa hình đồng bằng ở phía tây còn phía đông là đồi núi mấp mô, đây là một vựa lúa gạo có tiếng tại Đài Loan. Tổng diện tích của Điền Trung là 34,6056 km², dân số vào tháng 8 năm 2011 là 43.800 người thuộc 12.576 hộ gia đình, mật độ cư trú đạt 1265,7 người/km².